# Konpuku-ji

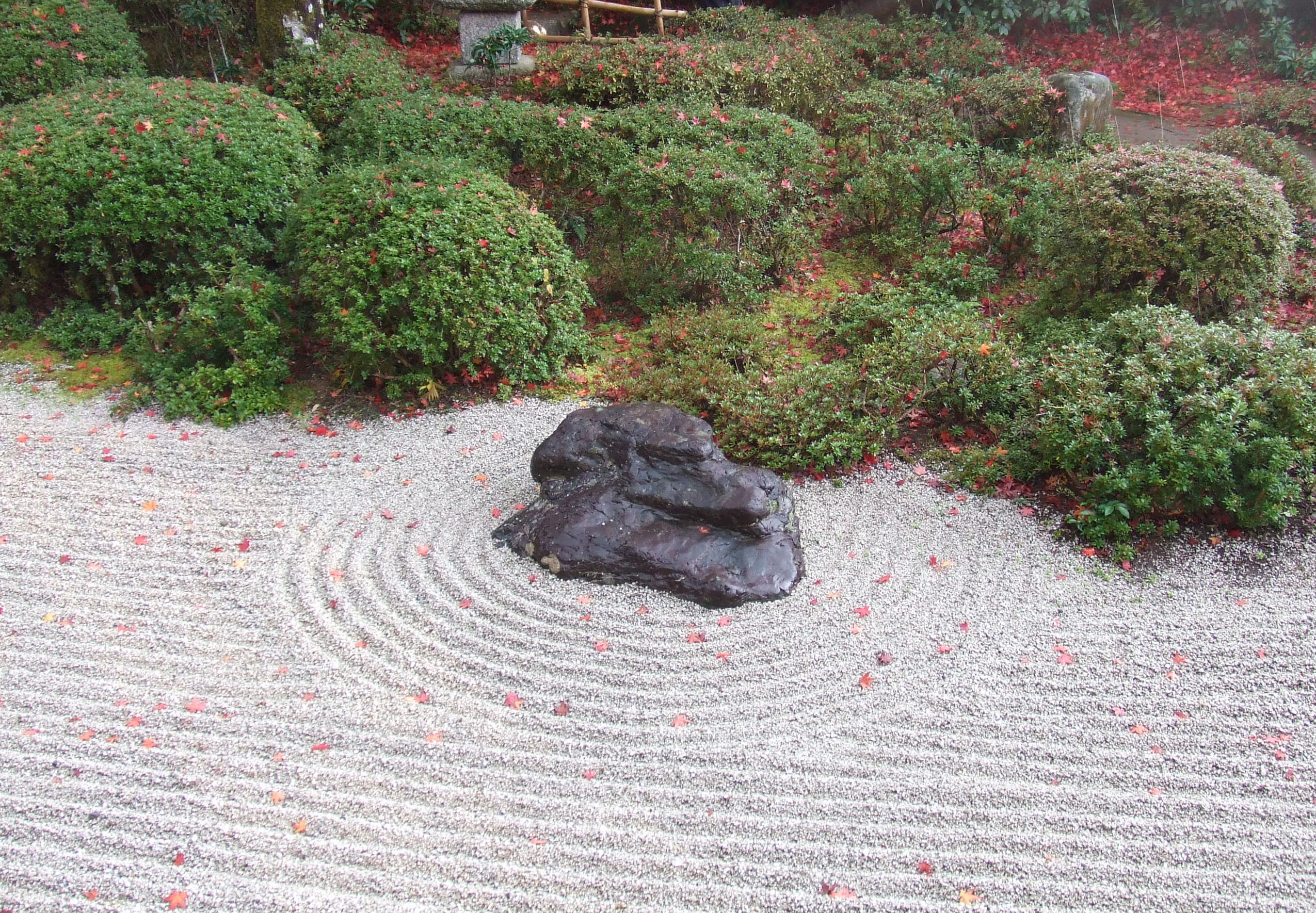
Jardin sec au Konpuku-ji

Le Konpuku-ji (金福寺) est un temple bouddhiste zen situé dans le quartier Sakyō-ku à Kyoto au Japon.

## Histoire
En 864, en accord avec le dernier souhait d'Ennin, le prêtre bouddhiste An'e construit ce temple et y installe une statue de Kannon faite par Ennin lui-même. Au début, le Konpuku-ji appartient à la secte Tendai mais finalement il tombe en ruine. Durant l'ère Genroku (1688-1704), le temple est restauré par Tesshu du Enkō-ji voisin dont il devient une branche. Il passe alors à la secte Rinzai.
Lorsque Matsuo Bashō se rend à Kyoto pour rendre visite à son ami Tesshu, il demeure dans une hutte au toit de chaume au fond du jardin et après quelque temps, la cabane est nommée Bashō-an. Elle finit par tomber à l'abandon et en 1776, Yosa Buson la restaure. La cabane au toit de chaume est située sur le côté est du jardin et à l'intérieur se trouve un salon de thé.
La tombe de Yosa Buson se trouve également dans l'enceinte du temple, sur le flanc de la colline qui surplombe Kyoto .